# Kristian Thomas
Kristian Thomas, född den 14 februari 1989 i Wolverhampton, Storbritannien, är en brittisk gymnast.
Han tog OS-brons i lagmångkampen i samband med de olympiska gymnastiktävlingarna 2012 i London.